# Люгард
Люга́рд (фр. Lugarde, окс. Lugarda) — коммуна во Франции, находится в регионе Овернь. Департамент — Канталь. Входит в состав кантона Конда. Округ коммуны — Сен-Флур.
Код INSEE коммуны — 15110.
Коммуна расположена приблизительно в 400 км к югу от Парижа, в 65 км юго-западнее Клермон-Феррана, в 50 км к северо-востоку от Орийака.

## Население
Население коммуны на 2008 год составляло 161 человек.
| 1962 | 1968 | 1975 | 1982 | 1990 | 1999 | 2008 |
| ---- | ---- | ---- | ---- | ---- | ---- | ---- |
| 481  | 512  | 379  | 333  | 219  | 166  | 161  |

## Администрация
| Период | Период | Фамилия      | Партия | Примечания |
| ------ | ------ | ------------ | ------ | ---------- |
| 2002   | 2008   | Элиан Видаль |        |            |
| 2008   |        | Рене Крузи   |        |            |

## Экономика

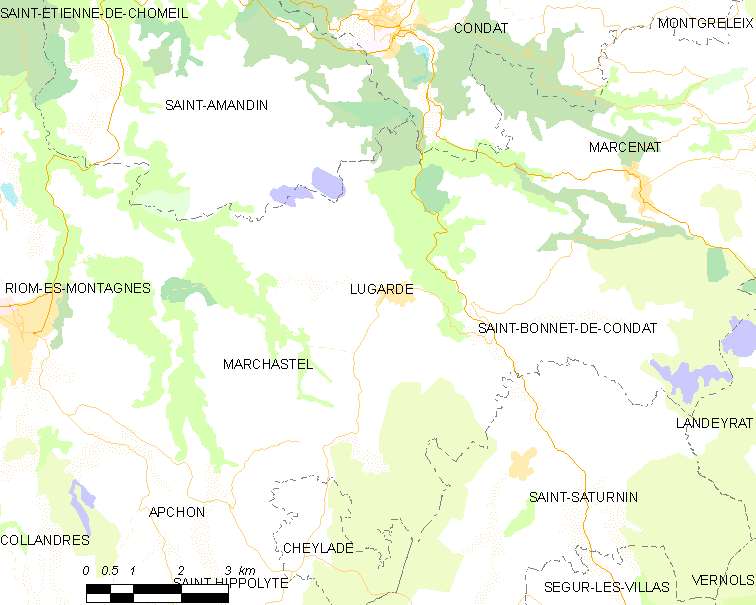
Карта коммуны

В 2007 году среди 98 человек в трудоспособном возрасте (15—64 лет) 62 были экономически активными, 36 — неактивными (показатель активности — 63,3 %, в 1999 году было 63,4 %). Из 62 активных работали 57 человек (36 мужчин и 21 женщина), безработных было 5 (3 мужчин и 2 женщины). Среди 36 неактивных 3 человека были учениками или студентами, 12 — пенсионерами, 21 были неактивными по другим причинам.